# 壽康太妃
寿康太妃（1599年—1665年），科爾沁博爾濟吉特氏，名浩善（转写：hoošan:144），清太祖之福晉。科爾沁左翼前旗扎薩克多羅冰圖郡王孔果爾之女。

## 出身背景
《欽定外藩蒙古回部王公表傳》顯示她是成吉思汗二弟哈布圖哈薩爾的後裔。祖父納穆賽的兒子中，長子為莽古斯，次子為明安，第三子為她的父親孔果爾。
莽古斯與科爾沁大妃袞布的女兒為太宗孝端文皇后哲哲。科爾沁大妃改嫁索諾木郡王後，生下敬孝義皇后和豫通親王多鐸繼室福晉達哲。莽古斯其中兩個孫女分別為太宗孝莊文皇后布木布泰和敏惠恭和元妃海蘭珠。明安貝勒之弟孔果爾也有兩個女兒出嫁清皇家，一女即太祖壽康太妃浩善，另一女博克托為阿濟格的繼福晉。明安則有兩個女兒分別為努尔哈赤福晉、豫通親王多鐸元配大福晉，又有三個孫女嫁給了皇家，明安第四子桑噶爾寨之女嫁多爾袞為福晉、桑噶爾寨另一女嫁禮親王代善之子祜塞、長子伊格都齊之女杜勒瑪嫁肅武親王豪格為繼福晉。由此可見，壽康太妃和堂姐妹福晉博爾濟吉特氏的家族與皇室存在極為密切的關係。

## 生平
万历四十三年（1615年）正月初一日，蒙古科尔沁部贝勒孔果尔送女嫁与努爾哈赤，努爾哈赤“俱礼迎纳焉”。日后在康熙二年（1663年）十一月《内务府奏销案》中，依传统称她为浩善福晋（转写：hoošan fujin）。故指其本名为浩善。满文意为“纸张”:143—144。
天命六年（1621年）三月，後金攻克遼東城時，努爾哈赤令眾福晉前來。諸大臣護送努爾哈赤眾福晉前來遼東城途中，因天色已晚，行則不達，眾臣遂議於十里河駐宿。當諸臣與努爾哈赤的眾福晉商議時，遇他事外出的參將布三對眾福晉說：「繼續前行可至矣，何必駐此？」遂逼眾人起行，至夜晚才抵達。其後，努爾哈赤令審此事，因得知布三強迫情事屬實，並且拒不認錯而將他革職懲處。這間接表明努爾哈赤妻妾同大臣之間雖是主僕關係，但實際上她們在眾臣心目中的地位和威信並不高，雙方的尊卑界限尚不分明。眾福晉自薩爾滸抵達遼東城後．總兵官等諸大臣在城外教場下馬步行，引導眾福晉之馬入城。眾八旗將士沿街列隊相迎，毫無忌諱眾人一睹眾福晉的芳容。
努爾哈赤崩逝后的天聰五年（1631年）二月二十四日，皇太極和諸貝勒陞殿，以其父孔果爾貝勒來朝為由備陳百戲，宰殺四頭牛和八隻羊招待他，並且以皇太極所穿的雕鑲皮襖賜與孔果爾貝勒。天聪九年（1635年）七月二十六日, “以秋礼，汗之大福晉率二侧福晋备大筵，至先汗太祖二福晋住室，行儿媳之礼，宴之。”:200有认为“先汗太祖二福晋”是她和福晉博爾濟吉特氏:10。“先汗太祖二福晋住室”是否是努尔哈赤生前所居罕王宫，不得而知。
順治元年（1644年）九月，浩善福晉跟隨順治帝等入住紫禁城。浩善福晉亦被稱為「太祖妃」、「仁壽宮太祖妃」。順治十七年（1660年）十月二十八日，順治帝諭禮部，稱「仁壽宮太祖妃」年長行尊，向來未晉名封，宜舉行封典。順治十八年（1661年）十月十九日，剛即位的康熙帝尊封「皇祖妃」為皇祖壽康太妃。雖然部分文獻稱康熙帝尊封她為皇祖壽康太妃，但是按照輩份她應被稱為皇曾祖壽康太妃。
康熙四年（1665年）十二月二十五日，壽康太妃薨逝，並且以妃礼入葬福陵妃园寝。福陵妃园寝最终只入葬了寿康太妃、安布福晋和綽奇姨母。

## 備註
1. ↑  「hoošan」作為女性名字，亦可譯作好善。另外，在許多北方漢語方言中，「鶴」的發音與「好」相同，特別是在北京話中，兩者都用音標[xau]表示，因此「hoošan」亦可譯作鶴善[1]:234。